# Хасдинги
Хасдингите или Асдингите (Hasdingen, Asdingen) са частично племе на вандалите, които доказано са живели през 2 век на територията на днешните Румъния и Унгария.
По времето на Маркоманските войни при Марк Аврелий хасдингите участват в боеве с Империята. През края на 3 век те се съюзяват с второто вандалко племе, Силингите, и нападат през 401 г. отново римската територия. През 406 г. те участват в германското нахлуване в Галия, пресичат Рейн и през 409 г. нахлуват в Испания.
Под командването на хасдингския крал Гейзерик през 429 г. хасдингските и силингските вандали заедно с аланите отиват в Северна Африка и образуват там кралство, което съществува до 533 г.